# Manikor (Adelsgeschlecht)

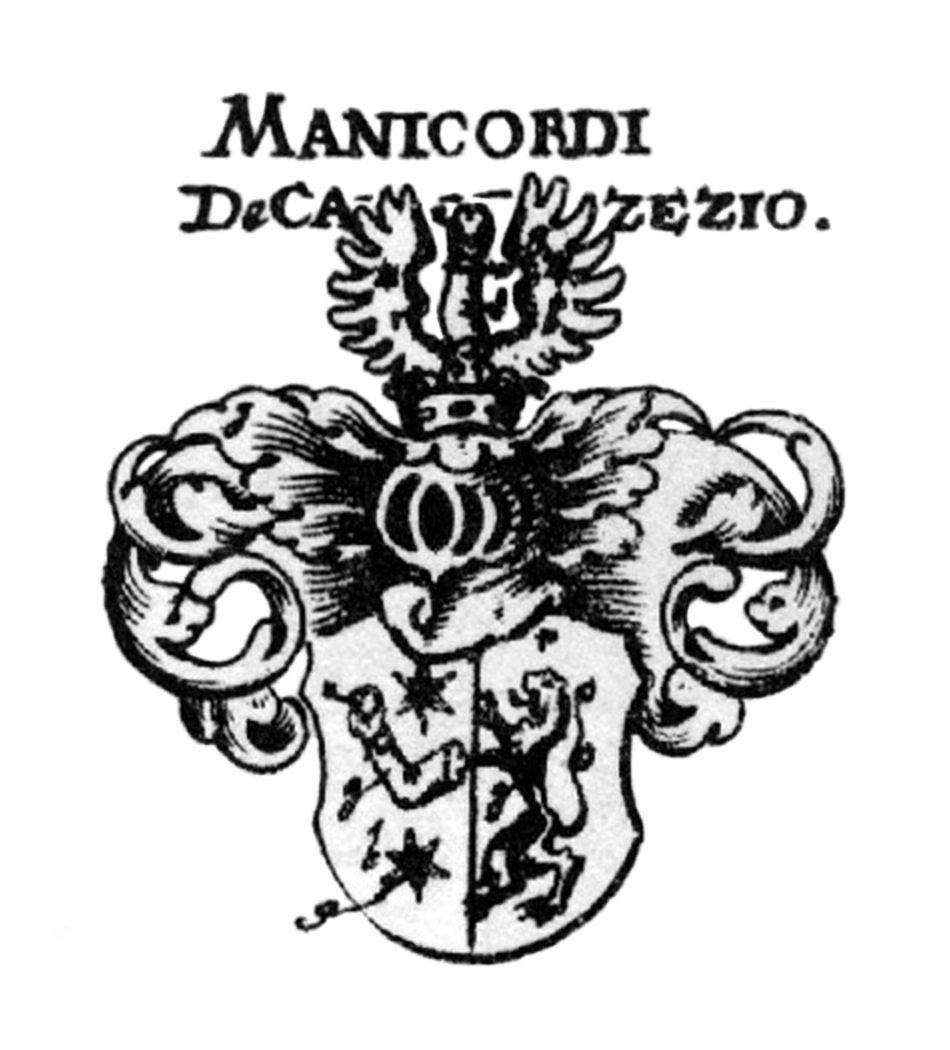
Stammwappen der Manikor / Manicordi de Cazezio

Die Freiherren von Manikor waren ein aus dem Ort Casez auf dem Nonsberg stammendes ursprünglich bürgerliches Geschlecht.

## Name
Es findet sich eine Vielzahl von Schreibweisen des Geschlechtsnamens: Manincordi, Manicordi, Manincor (Man-in-cor ≈ Hand auf’s Herz), Manichor, Manicor, Manikor. Diesen Namensformen wurden oft Ergänzungen zugefügt, die auf die örtliche Herkunft hindeuten:
von Casez, von Casetz, zu Cassez und Freyegg, zu Freieck und Ehrenhausen etc.

## Geschichte

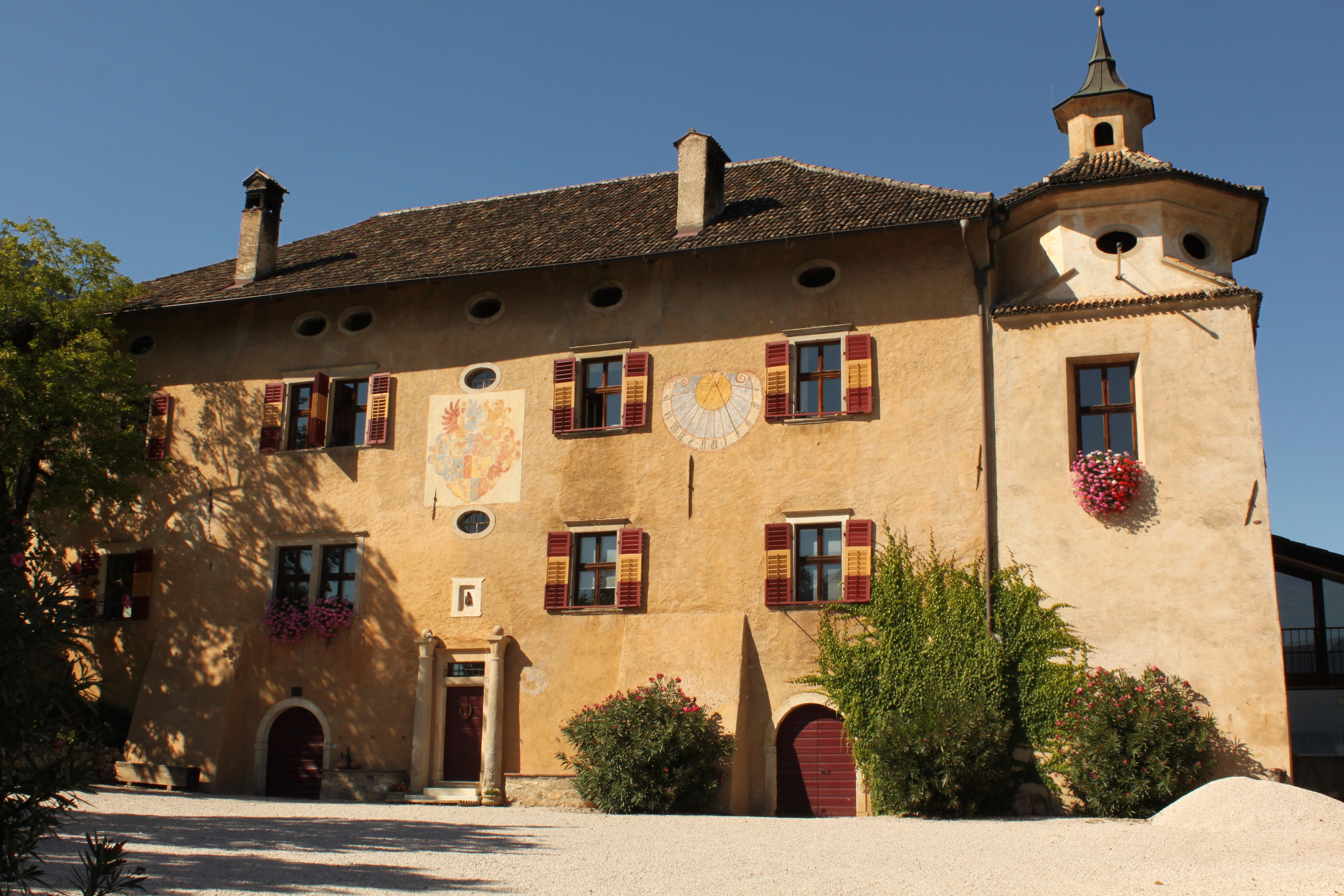
Ansitz Manincor

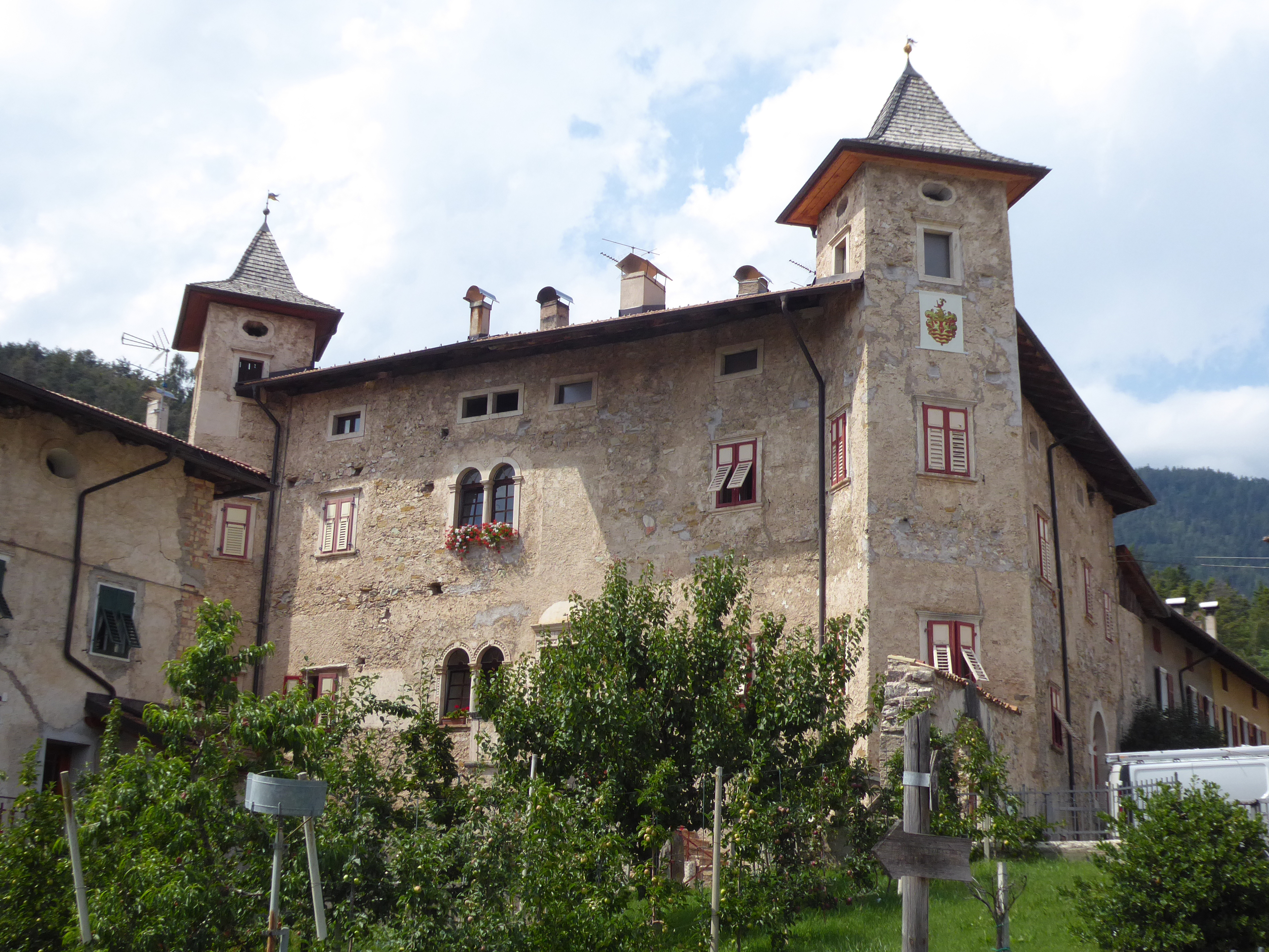
Palazzo de Manincor oder Freieck

Hyronimus von Manincor von Casetz war geheimer Rat des Regenten der österreichischen Vorlande Erzherzog Maximilian und erhielt am 10. Dezember 1599 die Bestätigung der Adelserhebung des Geschlechts, die schon am 20. Mai 1586 erfolgte. 1601 bzw. 1609 wurde der mit Anteilen an der Grundherrschaft über die elsässischen Dörfer Brunstatt (1601) und Morschweiler (1609) belehnt. Nachdem 1606 die breisgauischen Lehen der Schnewlin von Kranzenau nach deren Aussterben in der männlichen Linie an die Habsburger zurückgefallen waren, belehnten diese die Manikor auch mit den halben Dörfern Bötzingen, Oberschaffhausen und Buchenbach. In der zweiten Hälfte des 17. Jahrhunderts ließen die Manikor in Arsio ein neues Herrenhaus, das nach der Familie auch Palazzo de Manincor genannt wurde, errichten. Am 11. Oktober 1603 erhielten die Brüder Hieronymus, Cyprian und Johann Baptist von Manincor von Erzherzog Maximilian III. die Adelsfreiung für ihren Ansitz Freieck und Erlaubnis zur Führung des Prädikates „von Freieck und Casez“. Hyronimus erwarb 1608 auch den Ansitz Manincor in St. Josef am Kalterer See, das noch heute als Weingut bewirtschaftet wird. Am 11. Oktober 1673 erhob Kaiser Leopold die Manikor in den Freiherrenstand. Diese Linie ist 1792 ausgestorben.

## Wappen
Stammwappen
Blasonierung: gespalten, vorne in Blau ein goldener abgewinkelter Arm, in der Hand ein rotes Herz haltend. Beseitet mit je einem sechszackigen goldenen Stern. Hinten in Rot ein bewehrter, doppelgeschwänzter und bezungter goldener Löwe. Über dem Schild ein gekrönter Spangenhelm, Helmzier zwischen je mit einem sechszackigen goldenen Stern belegten blauen Flug einen beärmelten aufragenden Arm, in der Hand ein rotes Herz haltend.
Freiherrenwappen

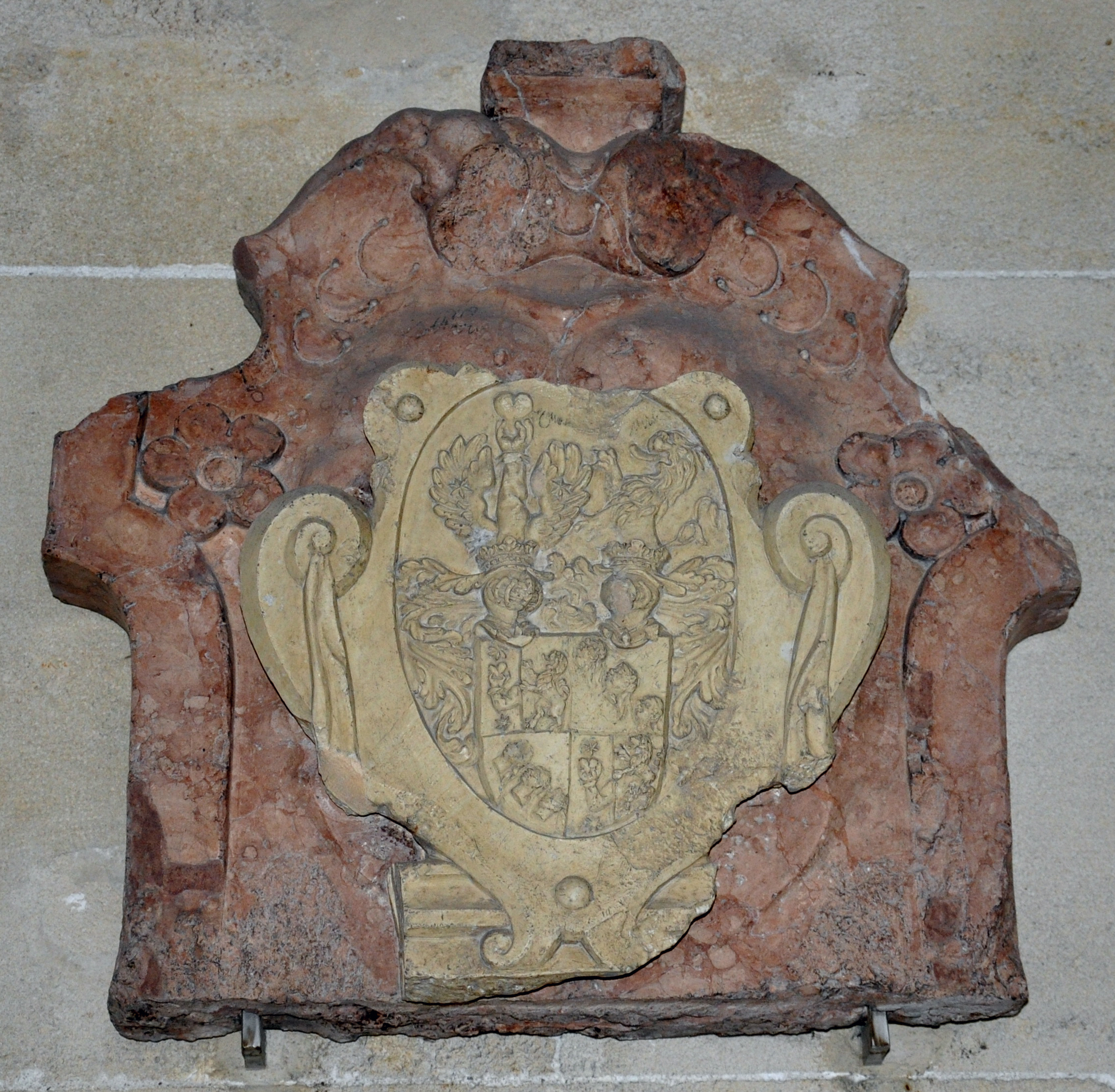
Wappen der Freiherren von Manikor

Gevierter Allianzschild. 1+4 das Stammwappen, 2+3 in Gold je drei in Form eines Schrägbalkens montierte Mohrenköpfe. Über dem Schild zwei gekrönte Spangenhelme mit Halskleinoden. Der Helm rechts wie im Stammwappen, der Helm links trägt einen wachsenden bewehrten, doppelgeschwänzten und bezungten goldenen Löwen. Die Helmdecken sind blau-Gold und Gold-schwarz.